# Metepsilonema lorenzeni
Metepsilonema lorenzeni is een rondwormensoort uit de familie van de Epsilonematidae. De wetenschappelijke naam van de soort is voor het eerst geldig gepubliceerd in 1998 door Decraemer W. & Gourbalt N..